# Maribeth Monroe
Maribeth Monroe (Fraser, 25 marzo 1978) è un'attrice e comica statunitense.

## Biografia
Maribeth Monroe è nata il 25 marzo 1978 a Fraser, nel Michigan. Si è esibito al The Second City, sia a Chicago che a Detroit. È apparsa in alcuni episodi di Vicini del terzo tipo, Parks and Recreation, The Big Bang Theory, The Brink, La vita secondo Jim, Hannah Montana, Maron e Modern Family. Nel 2010, è apparsa nella commedia romantica Piacere, sono un po' incinta. Dal 2011 al 2017, ha interpretato Alice Murphy in Workaholics. Nell'autunno del 2012, è apparsa in alcuni spot pubblicitari di Applebee's con Chris Berman. Nel 2014, ha recitato nelle pubblicità di La Quinta Inns & Suites e in quella di E-Trade, assieme a Kevin Spacey. Nel 2016 ha interpretato il personaggio di Meg Craverston nel film Le spie della porta accanto. Dal 2017 al 2020, ha impersonato il ruolo Mindy St. Claire nella sitcom della NBC The Good Place. Dal 2019, interpreta Christina Wheeler nella serie della CBS Bob Hearts Abishola.

## Filmografia

### Attrice

#### Cinema
- All of it, regia di Jody Podolsky (1998)
- Garage: A Rock Saga, regia di Mikey Brown (2000)
- Down Into Happiness, regia di Astrid Fingerhut, Benjamin Fingerhut e Geoffrey Fingerhut (2003)
- I Want Someone to Eat Cheese With, regia di Jeff Garlin (2006)
- The Strip, regia di Jameel Khan (2009)
- Piacere, sono un po' incinta (The Back-up Plan), regia di Alan Poul (2010)
- Chronic, regia di Michel Franco (2015)
- Le spie della porta accanto (Keeping Up with the Joneses), regia di Greg Mottola (2016)
- Downsizing - Vivere alla grande (Downsizing), regia di Alexander Payne (2017)
- Jumanji - Benvenuti nella giungla (Jumanji: Welcome to the Jungle), regia di Jake Kasdan (2017)

#### Televisione
- Andy Barker, P.I. - serie TV, episodio 1x05 (2007)
- La vita secondo Jim (According to Jim) - serie TV, 3 episodi (2007-2008)
- Chocolate News - serie TV, episodio 1x06 (2008)
- Hannah Montana - serie TV, episodio 3x06 (2009)
- Parks and Recreation - serie TV, 2 episodi (2010-2015)
- Cowgirl Up - serie TV, 6 episodi (2011)
- Workaholics - serie TV, 53 episodi (2011-2017)
- A Guy Walks Into a Bar - serie TV, episodio 3x10 (2012)
- Couchers - serie TV, 2 episodi (2012)
- Harder Than It Looks - serie TV, episodio 1x03 (2012)
- Key & Peele - serie TV, episodio 2x01 (2012)
- Vicini del terzo tipo (The Neighbors) - serie TV, episodio 1x06 (2012)
- Modern Family - serie TV, episodio 4x16 (2013)
- Maron - serie TV, episodio 1x04 (2013)
- The Brink - serie TV, 10 episodi (2015)
- Bad Internet - serie TV, episodio 1x02 (2016)
- Adam il rompiscatole (Adam Ruins Everything) - serie TV, 2 episodi (2016)
- World's End, regia di Alan Poul - film TV (2016)
- Bajillion Dollar Propertie$ - serie TV, 3x04 (2017)
- The Good Place - serie TV, 7 episodi (2017-2020)
- Teachers - serie TV, episodio 3x04 (2018)
- Detroiters - serie TV, episodio 2x09 (2018)
- The Big Bang Theory - serie TV, episodio 12x07 (2018)
- Crazy Ex-Girlfriend - serie TV, 3 episodi (2019)
- Bob Hearts Abishola - serie TV, 85 episodi (2019-in corso)

#### Cortometraggi
- Birthmark, regia di David Woods (2008)
- The Professional Interview, regia di Annie Price (2008)
- Successful Alcoholics, regia di Jordan Vogt-Roberts (2010)

### Doppiatrice
- Robot Chicken - serie animata, episodio 7x18 (2014)
- Solar Opposites - serie animata, episodio 4x08 (2023)
- Hailey's on it! - serie animata, episodio 1x21 (2024)

## Doppiatrici italiane
Nelle versioni in italiano delle opere in cui appare, Maribeth Monroe è stata doppiata da:
- Barbara De Bortoli in The Brink, Bob Hearts Abishola
- Emanuela Baroni in The Good Place
- Franca D'Amato in Le spie della porta accanto
- Francesca Manicone in Downsizing - Vivere alla grande
- Laura Romano in Jumanji - Benvenuti nella giungla
- Jolanda Granato in Workaholics